# Глибочська сільська рада
Глибочська сільська рада — колишня адміністративно-територіальна одиниця та орган місцевого самоврядування у Баранівському районі Волинської округи, Київської та Житомирської областей УРСР з адміністративним центром у селі Глибочок.

## Населені пункти
Сільській раді на момент ліквідації були підпорядковані населені пункти:
- с. Глибочок
- с. Смолярня

## Населення
Кількість населення ради, станом на 1923 рік, становила 1 585 осіб, кількість дворів — 313.

## Історія та адміністративний устрій
Створена в 1923 році в складі сіл Глибочок, Марківка, Смолярня та Токарівка Баранівської волості Новоград-Волинського повіту Волинської губернії. 18 лютого 1923 року, відповідно до рішення Волинської ГАТК (протокол № 1 «Про об'єднання населених пунктів у сільради, зміну складу і центрів сільрад»), у с. Марківка створено окрему, Марківську сільську раду Баранівської волості. 7 березня 1923 року увійшла до складу новоствореного Баранівського району Житомирської (згодом — Волинська) округи.
3 листопада 1929 року, відповідно до наказу Волинського ОВК № 49 «Про адміністративно-територіяльні зміни в межах округи та утворення нових сільрад», с. Токарівка увійшла до складу новоствореної Токарівської сільської ради Баранівського району.
Ліквідована 10 грудня 1938 року; територію та населені пункти приєднано до складу Першотравенської селищної ради Баранівського району Житомирської області.